# Ульянов, Григорий Константинович
Григорий Константинович Ульянов (21 сентября (3 октября) 1859, станица Усть-Медведицкая, Область Войска Донского (ныне Серафимович, Волгоградской области) — 8 (21) апреля 1912, Ялта) — русский языковед, профессор, декан историко-филологического факультета и ректор Императорского Варшавского университета (1899—1904).

## Биография
Окончив классическую гимназию (1877), поступил в Императорский Московский университет. В 1881 году окончил историко-филологический факультет Московского университета; был учеником Ф. Ф. Фортунатова.
В 1886—1888 годы — приват-доцент Императорского Московского университета. Доцент (с 1888), профессор и декан историко-филологического факультета (с 1898) и ректор (1899—1904) Императорского Варшавского университета; затем — попечитель Рижского учебного округа.
Магистерскую диссертацию «Основы настоящего времени в старославянском и литовском языках» защитил в 1889 году. Докторскую диссертацию «Значение глагольных основ в литовско-славянском языке. Основы, обозначающие различия по залогам» защитил в Московском университете в 1891 году.
В 1895 году вышла 2-я часть этого труда — «Основы, обозначающие различия по видам», за которую он в том же году получил Ломоносовскую премию.
Товарищ министра народного просвещения (1907—1911); сенатор (1911—1912), тайный советник.
Основные исследования проводил в области глагольной системы литовского и славянского языков, сравнительно-исторического языкознания.
Похоронен в Ялте.